# Love Is an Awful Thing

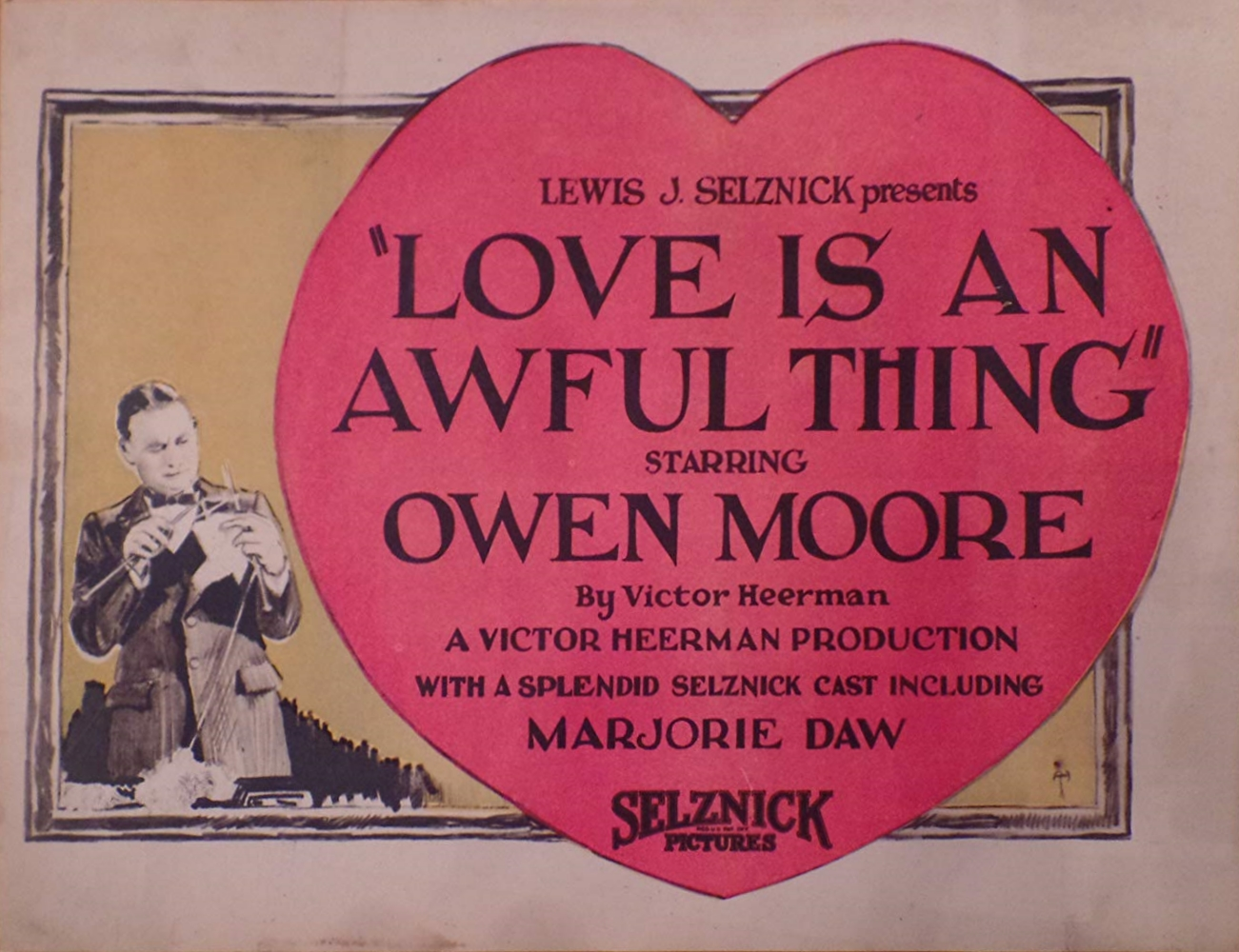
Carte promotionnelle du film.

Love Is an Awful Thing est un film américain réalisé par Victor Heerman et sorti en 1922.

## Synopsis
Anthony Churchill doit épouser Helen après six mois de probation pour convaincre son père, le juge Griggs, qu'il est un homme respectable; cependant Marion, une ancienne fiancée, retrouve certaines des vieilles lettres d'amour d'Anthony. Pour la décourager, Anthony endosse le rôle d'un homme marié et père de six enfants, mais Marion découvre la supercherie. Helen se retrouve alors dans une scène avec Anthony et sa famille recomposée.

## Fiche technique
- Réalisation : Victor Heerman
- Scénario : Victor Heerman
- Photographie : Jules Cronjager
- Producteur : Lewis J. Selznick
- Durée : 70 minutes (7 bobines)[2]
- Date de sortie : 
  - États-Unis : 30 août 1922

## Distribution
- Owen Moore : Anthony Churchill
- Tom Guise : Judge Griggs
- Marjorie Daw : Helen Griggs
- Katherine Perry : Ruth Allen
- Arthur Hoyt : Harold Wright
- Douglas Carter : Porter
- Charlotte Mineau : Marion
- Snitz Edwards : Superintendent

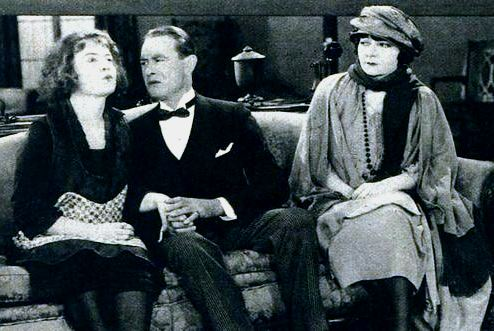
Marjorie Daw, Owen Moore et Katherine Perry dans une scène du film.

- Alice Howell : Superintendent's wife
- Maxine Tabnac : enfant
- Walter Wilkinson : un enfant